# Куб Лёвхейма

Куб эмоций Лёвхейма

Куб эмоций Лёвхейма — теоретическая модель объяснения отношений между уровнем нейромедиаторов и испытываемой эмоцией. Модель была предложена в работе 2012 года Хуго Лёвхеймом.
| Основные эмоции | Серотонин | Дофамин | Норадреналин |
| --------------- | --------- | ------- | ------------ |
| Стыд            | Низкий    | Низкий  | Низкий       |
| Тоска           | Низкий    | Низкий  | Высокий      |
| Страх           | Низкий    | Высокий | Низкий       |
| Гнев            | Низкий    | Высокий | Высокий      |
| Отвращение      | Высокий   | Низкий  | Низкий       |
| Удивление       | Высокий   | Низкий  | Высокий      |
| Радость         | Высокий   | Высокий | Низкий       |
| Возбуждение     | Высокий   | Высокий | Высокий      |

Гнев, к примеру, по этой модели возникает при сочетании низкого уровня серотонина, высокого уровня дофамина и высокого уровня норадреналина